# アラバスター (漫画)
『アラバスター』は、1970年から1971年まで週刊少年チャンピオンに連載された手塚治虫の漫画作品である。

## 概要
裏切りにより冤罪を背負わされ、その恨みから犯罪に手を染めた主人公と、彼が手にした特殊な光線銃、それらに翻弄されて自らも犯罪に手を染めてしまったヒロインを中心に、人間の心の闇に焦点を当てた暗く救いの無い物語が描かれる。
生前の手塚治虫は、本作を自作品で嫌いなものの1つに挙げ、講談社手塚治虫漫画全集版のあとがきにて「江戸川乱歩の『陰獣』や『一寸法師』のようなグロテスクで淫靡な作品を書きたかったが、世相などの影響からか徹底的に救われないニヒルな作品となった」と語っている。
人間の悪の心を徹底的に描いた『バンパイヤ』や『MW（ムウ）』などの犯罪サスペンスが、本作の類似作品といわれる。

## あらすじ
アメリカ出身のアスリートでオリンピック金メダリストの黒人ジェームズ・ブロックは、慕っていた女優スーザン・ロスから黒人であることを理由に捨てられたばかりか、その際に起こした自動車事故における裁判で、彼女の偽証を理由に囚人の身とされてしまう。
ジェームズは、刑務所内で知り合った元科学者の死刑囚F博士から、彼の発明品にして生物を透明にするF光線を放つ光線銃を譲り受けた。出所後のジェームズは、自身を透明化しようと光線に飛び込むが、その痛みに耐えかねて中断したこともあり、皮膚が消えて血管が浮き出て見える醜悪な姿となってしまう。その後、完全な透明化は死につながることが判明した光線銃でジェームズはスーザンに復讐した後、F博士の孫娘小沢亜美や不良少年ゲンを仲間に加え、世界中の「美」に復讐しようと凶行を重ねていく。

## 登場人物

### アラバスター一味
アラバスター
元金メダリストで、本名はジェームズ・ブロック。
スーザンにはめられて刑務所生活を送り、出所後にF博士の光線銃で自らを変貌させアラバスターを名乗る。自らの屋敷・奇顔城をアジトに、美への徹底的な復讐のための犯罪を開始する。卓越した身体能力の持ち主で、相手の動きに合わせて指先から放つ礫によって強力なカウンター攻撃を行う、など怪物じみた面が多い。奇顔城の最終決戦では、亜美を取り戻して共に脱出しようとするカニ平の前に立ちはだかり、光線銃で彼を殺害しようとするが、ゲンの子分が放った礫で光線銃を落とし自ら透明化光線を浴び死亡した。
小沢亜美
F博士の孫娘。
妊娠中の母親が祖父の実験台にさせられたため、皮膚が透明な状態で生まれる。成長に従い透明度が増して現在では両目以外が透明となり、人前では白粉を塗ってそれを隠していた。F博士の裁判を担当した小沢検事の養女となり、日本で育った。
当初はアラバスターのやり方を拒んでいたが、ロックに辱められたうえにラッカーを全身に塗られる屈辱を味わったことをきっかけに、奇顔城の女王となりアラバスターと共に悪事に手を染めていく。
ラスト近くで、『決して壊せない美しさも、この世には有る』ことに気付き、アラバスターにそれを告げる。
ゲン
恵まれない環境で育った不良少年。本名は山形絃哉。弱者に無情な社会への反発から悪事を働くものの、彼なりの正義感や義侠心から、何の罪もない者を虐げることは好まない。強い絆で結ばれた子分が3人いる。
ふとしたことから亜美の正体に気づき、それをネタに悪事の片棒を担がせるが、やがて亜美を愛するようになる。彼女とともに招かれた奇顔城では亜美を巻き込むアラバスターの狂気に反発を感じていく。

### その他
小沢カニ平
亜美の義兄。亜美の里親である検事の実子で、小太りだが力強く、とても亜美思い。
成長後は新聞社にカメラマンとして就職し、義妹を救うためにアラバスターと対決する。ゲンと子分たちの助けにより亜美を取り返し、共に気球で奇顔城を脱出するが、最後に亜美を失い、悲しみながら新聞社へ彼女の死を報告したところで物語は幕を閉じる。
ロック・ホーム
アラバスター一味の捜査のため派遣されて来た、FBIの捜査官。人種差別主義者で異常なまでのナルシスト。おのれの美しさを最大の誇りとし、醜いものを極度に嫌い軽蔑する。捜査に際し亜美を辱めたことで、彼女の心を怒りと悲しみに歪めアラバスターとともに凶行に走らせた最大の元凶でもある。
奇顔城に乗り込んだ際に、亜美を守ろうとするゲンと対峙。彼を射殺するも執念の一撃を喰らって、顔を醜く歪められてしまう。自慢の美貌を奪われたことで絶望し、そのまま滅びゆく奇顔城と運命を共にする、自滅の末路をたどった。
自身を何よりも醜いとし、美への憎悪に燃えるアラバスターとは対極的な存在。しかし、人間の美醜に対する異常なこだわりによって亜美の人生を狂わせたという点で、表裏一体のキャラクターである。

## その他
- 単行本化の際に一部設定が変更され、セリフやコマ割り等が200ページ改稿されている。週刊少年チャンピオン連載時の主人公は、佐野次郎という名前で顔に痣がある設定だった[1]。
- 単行本化が大幅に遅れている。1巻（少年チャンピオン・コミックス）が単行本化されたのは連載から10年が経過した1981年4月2日[2]。
- 2018年12月15日、立東舎から週刊少年チャンピオン連載時のオリジナル版を収録した単行本が発売された[3]。

## 単行本
- 少年チャンピオンコミックス『アラバスター』（秋田書店）全3巻（ロマンコミックス）
  - 第3巻に短編「双頭の蛇」、「さらばアーリイ」収録
- 手塚治虫漫画全集『アラバスター』（講談社）全2巻
- 秋田文庫『アラバスター』（秋田書店）全2巻
- 手塚治虫文庫全集『アラバスター』（講談社）全1巻
- アラバスターオリジナル版（立東舎）全1巻

## ミュージカル
2022年6月25日から7月3日まで東京芸術劇場プレイハウス、同年7月10日に梅田芸術劇場シアター・ドラマシティにて上演。のちに実況版CDが完全受注生産で販売。

### キャスト
- アラバスター - 宮原浩暢
- ゲン - 古屋敬多
- ロック・ホーム - 矢田悠祐
- 小沢力仁 - 馬場良馬
- 小沢ひろみ - AKANE LIV
- 老人・老刑事 - 治田敦
- 刑事・神父・弁護士・警備員 - 田村雄一
- 八橋令子・亜美の母・モデル・ウェイトレス - 遠藤瑠美子
- 亜美の影 - 穴沢裕介
- 男・ウェイター - 岩橋大
- 亜美 - 涼風真世

### スタッフ
- 原作：手塚治虫
- 脚本・演出：荻田浩一
- 音楽：奥村健介
- 企画協力：手塚プロダクション